# 巴格拉特主教座堂
巴格拉特主教座堂是格鲁吉亚伊梅雷蒂大区庫塔伊西市的建于11世纪的主教座堂，是格鲁吉亚著名的古代建筑，为格鲁吉亚中世纪建筑的楷模。1994年作为文化遗产列入《世界遗产名录》，但在2017年時被移出世界遺產。

## 历史
巴格拉特主教座堂始建于10世纪末，完成于11世纪初。它因巴格拉特三世（975－1014）而得名，巴格拉特三世是9世纪－19世纪格鲁吉亚巴格拉特王朝中的皇帝之一，也是联合的格鲁吉亚王国的第一个皇帝。教堂建在乌克枚里奥纳山上，宏伟壮观，曾为当时大主教主持弥撒的主教堂。教堂中央的圆顶由4根高大的柱子和相互重叠的拱门支撑，教堂内墙镶贴彩色马赛克，外墙镶嵌着花草鸟兽图案的浮雕。但在1691年，由于土耳其人的入侵，教堂惨遭破坏，部分地方甚至夷为废墟。